# Limnodynastes
Limnodynastes – rodzaj płazów bezogonowych z rodziny Limnodynastidae.

## Zasięg występowania
Rodzaj obejmuje gatunki występujące w Australii i południowej Nowej Gwinei.

## Systematyka

### Etymologia
- Limnodynastes (Lymnodynastes): gr. λιμνη limnē „bagno”[9]; δυναστης dunastēs „pan, władca”, od δυναμαι dunamai „być potężnym”[10].
- Wagleria: Wagler (1800–1832), niemiecki przyrodnik[3]. Gatunek typowy: Cystignathus peronii A.M.C. Duméril & Bibron, 1841.
- Heliorana: gr. ἡλιος hēlios „słońce, wschód”[11]; łac. rana „żaba”[12]. Gatunek typowy: Heliorana grayi Steindachner, 1867 (= Limnodynastes (Platyplectron) dumerilii Peters, 1863).
- Ranaster: łac. rana „żaba”[12]; łac. przyrostek zdrabniający -aster[13]. Gatunek typowy: Ranaster convexiusculus Macleay, 1878.

### Podział systematyczny
Do rodzaju należą następujące gatunki:
- Limnodynastes convexiusculus (Macleay, 1878)
- Limnodynastes depressus Tyler, 1976
- Limnodynastes dorsalis (J.E. Gray, 1841)
- Limnodynastes dumerilii Peters, 1863
- Limnodynastes fletcheri Boulenger, 1888
- Limnodynastes grayi (Steidachner, 1867)
- Limnodynastes interioris Fry, 1913 – bagnica interiorowa[14]
- Limnodynastes lignarius (Tyler, Martin & Davies, 1979)
- Limnodynastes peronii (A.M.C. Duméril & Bibron, 1841) – bagnica paskowana[15]
- Limnodynastes salmini Steindachner, 1867
- Limnodynastes superciliaris (Keferstein, 1867)
- Limnodynastes tasmaniensis Günther, 1858
- Limnodynastes terraereginae Fry, 1915